# Теорија књижевности
Теорија књижевности је део науке о књижевности који се бави питањима природе књижевности, облика и начина књижевног изражавања и општих и посебних особина књижевних дела као уметничких остварења. Њена проблемска подручја су стилистика и версификација.
Теорија књижевности је систематско проучавање природе књижевности и метода за анализу књижевности. Од 19. века, књижевна наука укључује теорију књижевности и разматрања интелектуалне историје, моралне филозофије, друштвених пророчанстава и интердисциплинарних тема релевантних за то како људи тумаче значење. У хуманистичким наукама у модерним академским круговима, овај други стил учења о књижевности је изданак постструктурализма. Сходно томе, реч теорија је постала кровни термин за научне приступе читању текстова, од којих су неки засновани на смеровима семиотике, културолошких студија, филозофије језика и континенталне филозофије.

## Историја
Пракса теорије књижевности постала је професија у 20. веку, али има историјске корене који сежу још од античке Грчке (Аристотелова Поетика је често цитирани рани пример), древне Индије (Натја Шастра Барате Мунија) и старог Рима (Лонгиново дело О узвишеном). У средњем веку, научници на Блиском истоку (Ал-Џахизов ал-Бајан вал-табјин и ал-Хајаван, и ибн ал-Мутазов Китаб ал-Бади) и Европи наставили су да производе дела заснована на студијама књижевности. Естетске теорије филозофа од античке филозофије до 18. и 19. века имају значајан утицај на актуелну књижевност. Теорија и критика књижевности везују се за историју књижевности.
У академском свету Уједињеног Краљевства и Сједињених Држава, теорија књижевности била је најпопуларнија од касних 1960-их (када је њен утицај почео да се шири са елитних универзитета као што су Џон Хопкинс, Јејл и Корнел) до 1980-их (до тада је предавана скоро свуда у неком облику). Током овог периода, теорија књижевности је доживљавана као академски врхунска дисциплина, и већина универзитетских одељења за књижевност је настојала да предаје и проучава ову теорију и да је угради у своје наставне планове и програме. Због свог метеорског пораста популарности и тешког језика кључних текстова, теорија је такође често критикована као помодна или модерни опскурантизам (и многи академски сатирични романи тог периода, попут оних Дејвида Лоџа, проминентно разматрају ову теорију). Неки научници, теоријски и антитеоријски, називају дебате из 1980-их и 1990-их о академским заслугама теорије „теоријским ратовима“.
До раних 1990-их, популарност „теорије“ као предмета интересовања сама по себи је благо опадала (заједно са отварањем радних места за чисте „теоретичаре“) чак и када су текстови теорије књижевности били укључени у проучавање готово све књижевности. До 2010. године, полемика око употребе теорије у студијама књижевности је утихнула, а дискусије о овој теми у оквиру књижевних и културолошких студија сада су знатно блаже и мање живахне. Међутим, неки научници попут Марка Бауерлајна настављају да тврде да су мање способни теоретичари напустили доказане методе епистемологије, што је резултирало упорним пропустима у учењу, истраживању и евалуацији. Неки научници се у свом раду у великој мери ослањају на теорију, док је други помињу само успутно или је уопште не спомињу; мада је она призната као важан део проучавања књижевности.

## Преглед
Једно од фундаменталних питања теорије књижевности је „шта је књижевност?” – иако многи савремени теоретичари и књижевници верују или да се „књижевност“ не може дефинисати или да се може односити на било коју употребу језика. Специфичне теорије се разликују не само по својим методама и закључцима, већ чак и по томе како стварају значење у „тексту”. Међутим, неки теоретичари признају да ови текстови немају јединствено, фиксно значење које се сматра „тачним“.
Пошто се теоретичари књижевности често ослањају на веома хетерогену традицију континенталне филозофије и филозофије језика, свака класификација њихових приступа је само апроксимација. Постоји много врста књижевних теорија које имају различите приступе текстовима. Чак и међу онима који су наведени у наставку, многи научници комбинују методе из више од једног од ових приступа (на пример, деконструктивни приступ Пола де Мана ослањао се на дугу традицију пажљивог читања чији су пионири Нови критичари, а де Ман је био обучен у европским херменеутичкој традицији).

## Стилистика
Стилистика је наука која се бави стилом у књижевним делима. Полази од схватања стила као израза појединца или колектива и занимају је средства и поступци којима се постиже посебан квалитет стила коју граматичка анализа не може да захвати. Модерна стилистика има корене у старогрчком учењу о говорништву (реторика) и са њом је повезује анализа књижевних дела у складу са општим начелима анализе језика. Суштинска разлика између модерне стилистике и старе реторике је у томе што је реторика утврђивала обавезна средства и поступке језичког изражавања, док модерна стилистика настоји да та средства и поступке опише, у оквиру појединих дела, ауторских опуса или књижевних раздобља.